# بنك البحر المتوسط
بنك البحر المتوسط أو بنك ميد ((بالإنجليزية: Bankmed SAL)، سابقًا: Banque de la Méditerranée SAL)  هو بنك لبناني تأسس عام 1944  مملوكًا من قبل الشركة القابضة غروب ميد (GroupMed). وهو أحد أكبر خمسة بنوك في لبنان من حيث الأصول والودائع، وله 44 فرعًا في لبنان ، واحد في قبرص ، وواحد في جنيف (يُدعى Bankmed Suisse ). بنك ميد مملوك من عائلة رفيق الحريري، رئيس الوزراء السابق ورجل الأعمال الملياردير الذي اغتيل عام 2005. البنك هو أيضًا المساهم الأكبر في سوليدير، الشركة العقارية التي أعادت بناء وسط بيروت بعد الحرب الأهلية اللبنانية.
في عام 2020، عُيّنت الوزيرة السابقة ريا الحسن رئيسة لمجلس الإدارة بعد استقالة محمد الحريري.
بلغ إجمالي أصول بنك ميد بحلول عام 2018، 19 مليار دولار.

## خلفية
استحوذ رجل الأعمال الأردني المقيم في مصر علاء الخواجة على حصة 42.24 في المائة من أيمن الحريري في غروب ميد هولدينغ (GroupMed Holding) التي تمتلك بنك ميد بالكامل. المساهمون الآخرون في غروب ميد هم سعد الحريري (42.24٪) و نازك الحريري (15.5٪ المتبقية).

## الأشخاص الرئيسيون
- ريا الحسن، رئيس مجلس الإدارة.
- ميشيل عقاد، المدير العام التنفيذي.[18]
- نازك الحريري، عضو مجلس الإدارة.